# Dolphin (DC Comics)
Dolphin è un personaggio immaginario, una supereroina nell'Universo DC. Creata dallo scrittore/artista Jay Scott Pike, comparve per la prima volta in Showcase n. 79 (dicembre 1968).

## Biografia del personaggio
Dolphin era una ragazza che cadde fuori bordo da una nave da crociera (Secret Origins n. 50) ma fu salvata dall'annegamento quando una razza aliena la rapì per utilizzarla come prototipo di un esperimento per una razza di umanoidi subacquatici. Nel corso dell'esperimento, acquisì le branchie, piedi e mani palmati, capelli bianchi splendenti, forza super umana, resistenza alle bassissime pressioni, e un processo di invecchiamento rallentato.
Quando gli scienziati alieni abbandonarono l'esperimento, Dolphin fuggì dal loro laboratorio sottomarino. Ovviamente a causa della sua ex umanità, la giovane selvaggia Dolphin cercò sott'acqua un posto dove vivere, alla fine trovando i suoi tipici calzoncini blu e la maglia bianca dentro una nave affondata. Fu sempre sola per la maggior parte della sua vita, nuotando costantemente e godendosi la sua libertà personale- Mentre passava all'età adulta, si stancò di vivere una vita isolata e solitaria, e un giorno la ciurma di un vascello oceanologico la salvò dall'incontro quasi letale con uno squalo ammazza delfini, e la portò a bordo per aiutarla.
Nel tempo che passò con loro, i componenti della ciurma cercarono istruire e prendersi cura della ragazza che nominarono "Dolphin", ma la mancanza di contatto con altri umani o atlantidei la resero muta. Anche se crebbe capendo lingue parlate molto velocemente, l'atto materiale di parlare per lei rimase ignoto. Quindi, una giovane dottoressa sul vascello ebbe la brillante idea di insegnarle il linguaggio dei segni. Finalmente in grado di comunicare, Dolphin spiegò quello che poté a proposito della sua storia, ed espresse il desiderio di riassumere la sua vita sott'acqua. Ad un certo punto, Dolphin finalmente imparò a parlare (soprattutto quando venne a contatto con la comunità supereroica), ma non perse mai la sua timidezza e la sua riluttanza a parlare. Da lì in poi fu sempre una donna di poche parole.
Dolphin rimase sempre ai margini della comunità supereroica, anche se fu membro dei Forgotten Heroes fino al loro scioglimento, e combatté al loro fianco durante la Crisi sulle Terre infinite.

### L'incontro con Aquaman
Durante gli eventi dell'Ora Zero, incontrò Aquaman, e prese parte alla battaglia contro Cariddi, un criminale interessato ai poteri acquatici dei due eroi. Quando Cariddi rubò i poteri telepatici di Aquaman, e bloccò la mano di Aquaman in una pozza piena di pirañha, Dolphin fu costretta a sparare al folle. Portò poi sia Aquaman che Aqualad ad Atlantide per attenzioni mediche, salvando le loro vite e guadagnandosi la loro fiducia.
Dopo di ciò, divenne un personaggio di supporto nei fumetti di Aquaman, e presto vinse l'affetto di Aquaman amareggiato dalla perdita della mano. Nel tempo, venne fuori dal suo guscio, e dimostrò una personalità energetica e effervescente anche se ingenua.
Nel n. 25 di Aquaman vol. 5 si scoprì che Kordax, un tritone antenato di Aquaman, liberò Dolphin dal laboratorio in segreto, e utilizzò il controllo mentale per chiederle di infiltrarsi alla corte reale e uccidere Aquaman come agente della vendetta sulla famiglia reale di Atlantide. Dolphin aveva una grande forza di volontà e riuscì a fuggire dal controllo mentale, e i suoi sentimenti nei confronti di Aquaman si trasformarono in amore.
Dolphin rimase l'amante di Aquaman finché Mera, la moglie di Aquaman, non ritornò dal suo esilio in un'altra dimensione chiamata Netherworld. Nello stesso periodo, Aqualad, ora rinominatosi Tempest, ritornò dopo anni di studi magia extra-dimensionale con poteri e fiducia in sé accresciuti, vincendo il cuore di Dolphin con un bacio. Anche se inizialmente fu preso alla sprovvista, Aquaman benedisse la loro relazione. Alla fine, Dolphin rimase incinta di Tempest, e i due si sposarono con una cerimonia Atlantidea a cui partecipò la seconda famiglia di Tempest, i Titans.
Dolphin diede alla luce un maschietto, che Aquaman chiamò Cerdian (come Cerdia, la nazione di superficie vicina ad Atlantide). Il peso delle nuove responsabilità famigliari inizialmente affaticò la relazione tra Dolphin e Tempest. Queste tensioni vennero al pettine quando Dolphin mise Tempest di fronte a una scelta tra i suoi doveri da supereroe e quelli da marito e padre. Tempest fece la cosa più giusta per loro e lasciò i Titans. Quando Aquaman fu esiliato per il suo ruolo nell'affondamento di Atlantide, la famiglia cadde sotto sospetto in qualità di amici del re deposto. I nuovi governanti ritennero Dolphin e la sua famiglia dei "collaborazionisti" e li misero agli arresti domiciliari. Questo governo fu poi rovesciato, e Dolphin e la sua famiglia ebbero un momento di felicità in un'Atlantide libera.
Quando Tempest incanalò la magia di tutti i maghi di Atlantide per annullare un incantesimo che trasformò Mera in una respira-aria, fu notato dallo Spettro, che rilasciò il suo pieno potere su Atlantide. La distruzione cataclismica che ne risultò cancellò Atlantide del tutto. Tempest scomparve e fu dato per morto, ma Dolphin, mandata via durante la distruzione di Atlantide, potrebbe essere sopravvissuta insieme al piccolo Cerdian.

#### Un anno dopo
Altre prove della sopravvivenza di Dolphin furono fornite da Vulko, che essendo in grado di avvertire il trapasso degli Atlantidei, affermò di non aver sentito il trapasso di Garth, Dolphin e Cerdian, quindi i tre potevano essere ancora vivi. Tuttavia, nonostante passarono dei mesi nella ricerca dei propri cari, Garth alla fine rivelò che aveva trovato i corpi di sua moglie e di suo figlio e giunse alla conclusione che probabilmente erano morti durante l'evacuazione di Atlantide, seppelliti dalle macerie mentre cercavano un riparo. Slizzath, il suo zio necromante, confermò questa versione, facendo presumere un possibile ritorno di Dolphin come Lanterna Nera.

### La notte più profonda
In La notte più profonda n. 2, Dolphin, Tula e Aquaman furono risvegliati al Mercy Reef come Lanterne Nere con l'obiettivo di uccidere Tempest e Mera. Tula e Dolphin litigarono per contendersi l'affetto di Garth e lo schernirono senza pietà per non essere stato in grado di salvare nessuna delle due. Alla fine del conflitto, Tempest fu ucciso e subito dopo si rialzò come Lanterna Nera. Dolphin comparve mentre combatteva contro gli altri Titans, e il suo corpo fu distrutto da un colpo di luce bianca emanata da Dawn Granger.

## Poteri e abilità
Grazie agli esperimenti, Dolphin è in grado di nuotare ad altissime velocità, possiede una forza fisica, resistenza sovrumana e di una notevole agilità. È in grado di respirare in egual modo sia sulla terra ferma che negli abissi, ma se rimane troppo a lungo lontano dall'acqua, si disidrata. Conosce quasi tutte le lingue parlate sulla terraferma. Pur non essendo indistruttibile, il suo fisico è assai più coriaceo di quello di un normale essere umano, abituata alle basse temperature e alla maggiore pressione delle profondità degli abissi, tanto da dimostrarsi estremamente resistente ai danni fisici, ad esempio, a proiettili sparati a bruciapelo. La sua particolare genetica di ibrida umana gli consente di invecchiare molto lentamente

## Altre versioni
Nella storia pubblicata dalla Elseworlds JLA: The Nail, Dolphin compare nel Laboratorio Cadmus del Professor Hamilton.